# Yerington
Yerington är administrativ huvudort i Lyon County i Nevada. Orten har fått sitt namn efter järnvägsfunktionären Henry M. Yerington. Enligt 2010 års folkräkning hade Yerington 3 048 invånare.